# Nueva Hesperides nemzetközi repülőtér
A Nueva Hesperides nemzetközi repülőtér (spanyol nyelven: Aeropuerto Internacional de Nueva Hespérides) (IATA: STY, ICAO: SUSO) Uruguay egyik nemzetközi repülőtere, amely Salto fővárosának, Saltónak a közelében található. 

## Futópályák
A repülőtér futópályái:
- 05/23 (1588 m, aszfalt)
- 13/31 (750 m, gyep)